# 에드윈 베켄바흐
에드윈 포드 베켄바흐 (Edwin Ford Beckenbach, 1906년 7월 18일 ~ 1982년 9월 5일)는 미국의 수학자이다.
베켄바흐는 1906년 7월 18일 텍사스 댈러스 카운티 오크 클리프에서 가죽 노동자의 아들이자 독일 이민자의 손자로 태어났다. 1924년에 그는 라이스 대학교에서 공부를 시작하여 1929년에 석사 학위를, 1931년에 Lester R. Ford의 지도 아래 박사 학위를 받았다. 박사 후 연구원으로서 그는 프린스턴 대학교, 오하이오 주립 대학교 및 시카고 대학교에서 국립 연구 연구원이었다. 1933년에는 라이스 대학교의 강사가 되었고 1940년부터는 미시간 대학교 조교수가 되었다. 1942년 베켄바흐는 텍사스 대학교의 부교수가 되었고 1945년부터 UCLA의 교수가 되었다. UCLA에서 그는 수학 대학원 프로그램 개발을 주도했다. 첫 번째 수학 박사 학위는 논문 지도교수의 지도 하에 수여되었다.
그는 또한 1948년 당시 미국 국립표준기술연구소의 한 분과였던 Institute of Numerical Analysis를 설립하는 데 주도적인 역할을 했다. 그의 연구소는 1948년과 1949년에 진공관 컴퓨터(SWAC)를 개발했는데, 이 컴퓨터는 1950년 7월에 가동을 시작했고 잠시 동안 세계에서 가장 빠른 컴퓨터였다. 1974년에 그는 UCLA에서 명예 교수로 은퇴했다. 1949년부터 1963년까지 그는 랜드 연구소의 컨설턴트였으며 1951/1952 학년도에는 프린스턴 고등연구소의 방문 교수였다.
1958/59 학년도에 그는 취리히 연방 공과대학교에서 구겐하임 펠로우였다. František Wolf와 함께 그는 1951년에 Pacific Journal of Mathematics를 창간했으며, 그의 첫 번째 편집자였다. 1983년에 그는 미국 수학 협회 로부터 공로상을 받았다.
베켄바흐는 대수학, 삼각법, 분석 기하학을 포함한 여러 대학 수학 교과서의 공동 저자였다.
1933년부터 1960년까지 그는 Madelene Shelby Simons와 결혼하여 이 결혼에서 아들과 두 딸을 낳았다. 1960년 결혼 생활은 이혼으로 끝났고 같은 해에 두 번째 아내인 앨리스 저드슨 커티스와 결혼했다.